# Hòa Hương
Hòa Hương is een phường van Tam Kỳ, de hoofdstad van de Vietnamese provincie Quảng Nam.
Hòa Hương ligt in het noordoosten van Tam Kỳ, aan de westelijke oever van de Tam Kỳ. Hòa Hương ligt tevens aan de zuidelijke oever van de Bàn Thạch. De Bàn Thạch stroomt hier in de Tam Kỳ.